# The Mothers of Invention

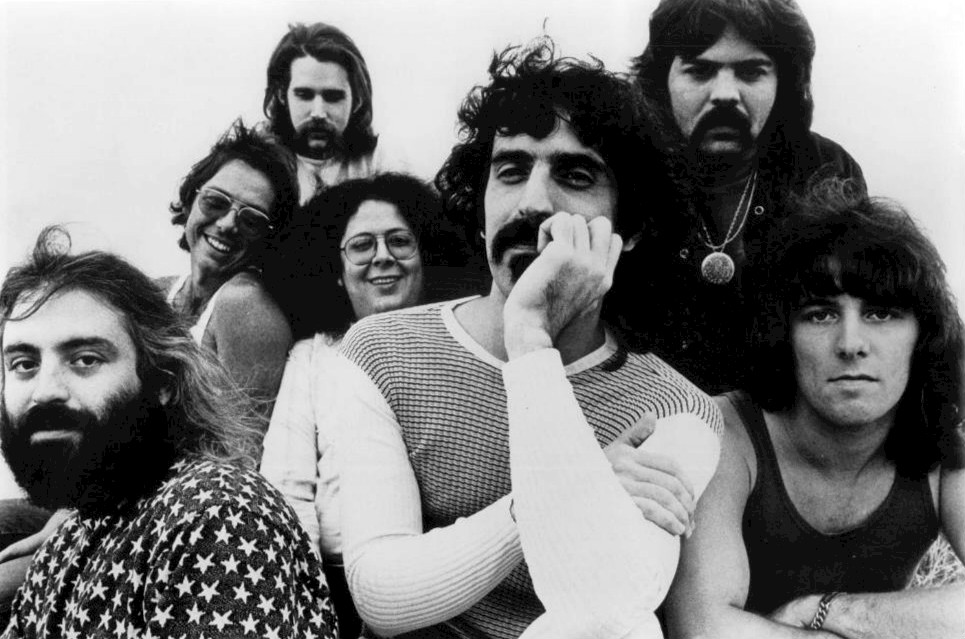
The Mothers of Invention 1971

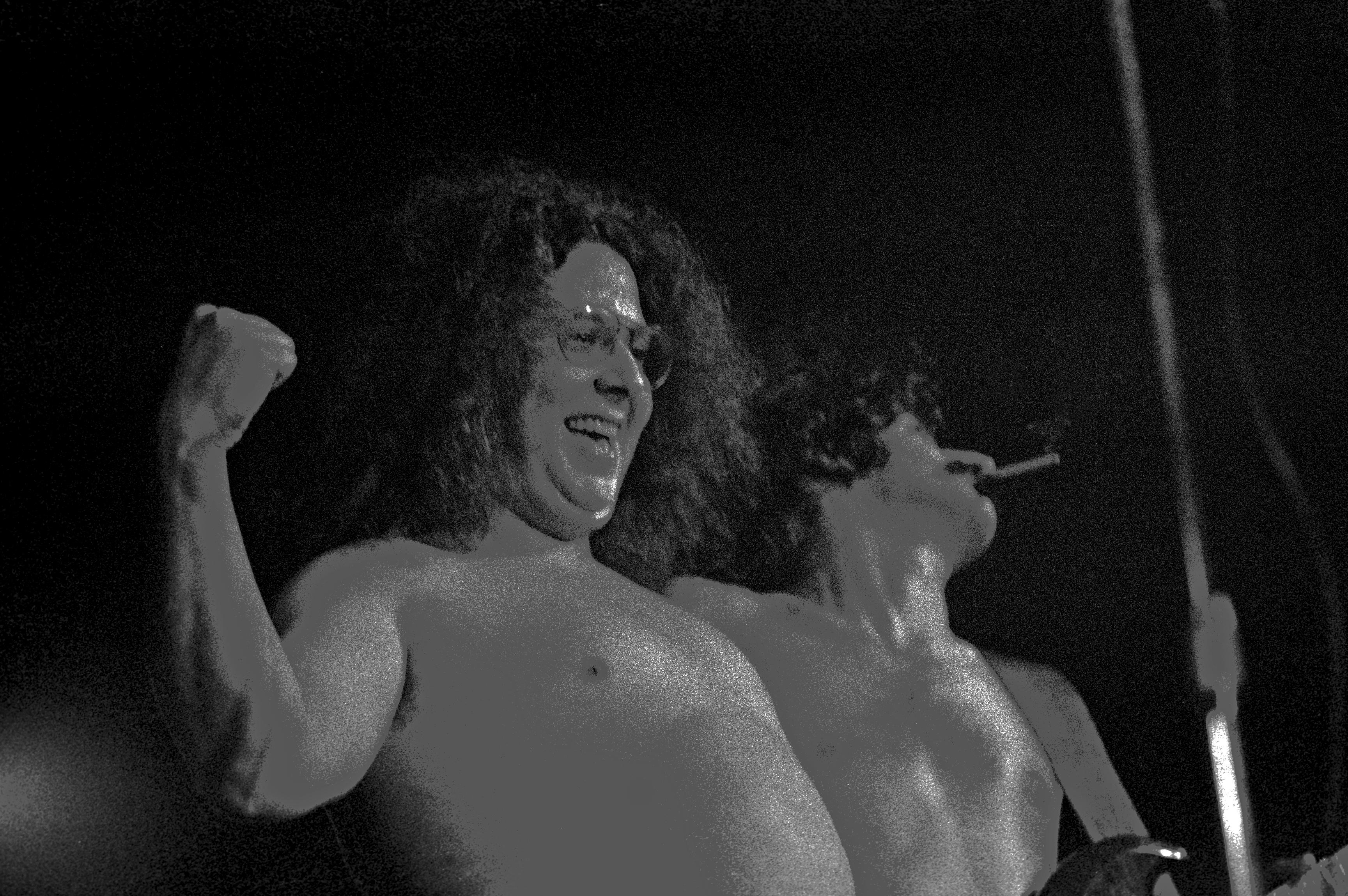
Mark Volman uppträder med the Mothers 1971.

The Mothers of Invention var en amerikansk rockgrupp, aktiv mellan 1965 och 1969, då Frank Zappa (ledare för gruppen) splittrade dem. 1970 återformade han bandet, med vissa bandmedlemmar utbytta. Efter det kom de att turnera och spela in som "Frank Zappa & The Mothers". Frank använde dock inte alltid namnet "The Mothers" på sina album under denna period, och därför är dessa sedda som soloalbum. Det nya The Mothers kom att existera till 1975, då Frank slutade använda namnet helt och hållet på sin grupp. Det sista albumet med The Mothers namn på sig som spelades in var One Size Fits All från 1975. Albumet Zoot Allures från 1976 var det första att inte bära namnet.

## Biografi
Från början hette gruppen "The Soul Giants" och bestod av  Jimmy Carl Black på trummor, Roy Estrada på basgitarr, Davy Coronado på saxofon Ray Hunt på gitarr samt sångaren Ray Collins. Efter ett bråk med Collins lämnade Hunt bandet 1964 och Frank Zappa ersatte honom som gitarrist.
På mors dag 1965 bytte man namn till "The Mothers". Detta var dock synonymt med "Motherfuckers", och innan deras debutalbum Freak Out! släpptes 1966 lades "of Invention" till i slutet av gruppens namn.
.

## Diskografi

### Originalgruppen
- 1966 – Freak Out!
- 1967 – Absolutely Free
- 1968 – We're Only in It for the Money
- 1968 – Cruising with Ruben & the Jets
- 1969 – Uncle Meat
- 1969 – Mothermania (samlingsalbum)
- 1970 – Burnt Weeny Sandwich
- 1970 – Weasels Ripped My Flesh

### Den senare gruppen
- 1971 – Fillmore East - June 1971 (livealbum)
- 1972 – Just Another Band From L.A. (livealbum)
- 1974 – Roxy & Elsewhere (livealbum)
- 1975 – One Size Fits All
- 1992 – Playground Psychotics (livealbum)
- 1993 – Ahead of Their Time (livealbum)

## Tidigare medlemmar i gruppen
The Soul Giants (1965)
- Ray Collins – sång
- Frank Zappa – gitarr
- David Coronado – saxofon
- Roy Estrada – basgitarr
- Jimmy Carl Black – trummor

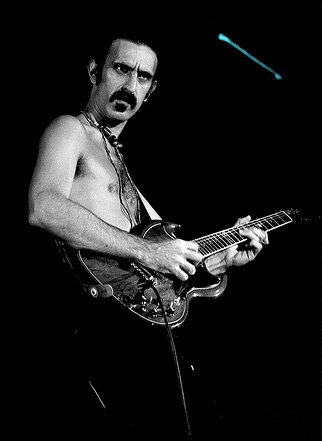
Frank Zappa

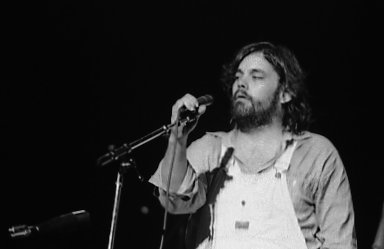
Lowell George

The Mothers of Invention (1966–1969) 
- Frank Zappa – gitarr, sång
- Ray Collins – sång, munspel, perkussioninstrument (1966 – tidigt 1967, september 1967 – augusti 1968)
- Jimmy Carl Black – trummor
- Roy Estrada – basgitarr, guitarrón, sopransång
- Henry Vestine – gitarr (tidigt 1965–1966)
- Elliot Ingber – gitarr (tidigt 1966 – september 1966)
- Jim Fielder – gitarr, piano (1966 – februari 1967)
- Don Preston – keyboards (november 1966 – augusti 1969)
- Bunk Gardner – träblåsinstrument (november 1966 – augusti 1969)
- Billy Mundi – trummor (november 1966 – december 1967)
- Euclid James "Motorhead" Sherwood – soprano- och barytonsaxofon (september 1967 – augusti 1969)
- Ian Underwood – träblåsinstrument, piano (juli 1967 – augusti 1969)
- Arthur Dyer Tripp III – trummor, timpani, vibrafon, marimba, xylofon (december 1967 – augusti 1969)
- Lowell George – gitarr (november 1968 – maj 1969)
- Buzz Gardner – trumpet, flygelhorn (november 1968 – augusti 1969)

The Mothers (1970–1971) 
- Frank Zappa – gitarr, sång
- Ian Underwood – gitarr, keyboards, träblåsinstrument
- Jeff Simmons – basgitarr, sång (1970 – januari 1971)
- George Duke – orgel (maj – december 1970)
- Aynsley Dunbar – trummor
- The Phlorescent Leech & Eddie (Mark Volman och Howard Kaylan) – sång
- Jim Pons – basgitarr (februari 1971 – december 1971)
- Don Preston – keyboards (augusti – december 1971)
- Bob Harris – keyboards (maj – augusti 1971)

Frank Zappa and the Mothers of Invention (1973–1975) 
- Ralph Humphrey – trummor (tidigt 1973 – maj 1974)
- Jean-Luc Ponty – violin (februari – augusti 1973)
- Sal Marquez – trumpet, sång (mars – juli 1973)
- George Duke – keyboards (1973 – december 1974, april–maj 1975)
- Jeff Simmons – basgitarr, sång (december 1973 – juli 1974)
- Tom Fowler – basgitarr (1973 – maj 1975)
- Bruce Fowler – trombon (1973 – maj 1974, april – maj 1975)
- Ruth Underwood – marimba, vibrafon, (1973 – december 1974)
- Ian Underwood – träblåsinstrument (februari – september 1973)
- Napoleon Murphy Brock – flöjt, tenorsaxofon, sång (oktober 1973 – may 1975)
- Chester Thompson – trummor (oktober 1973 – december 1974)
- Terry Bozzio – trummor (april – maj 1975)
- Denny Walley – slidegitarr, sång (april – maj 1975)